# Kong (Ngambè-Tikar)
Pour les articles homonymes, voir Kong.
Kong est un village du Cameroun situé dans la région du Centre et le département du Mbam-et-Kim. Il fait partie de la commune de Ngambè-Tikar. 

## Population
En 1966, Kong comptait 610 habitants, principalement des Tikar. Lors du recensement de 2005, la localité comptait 1 512 habitants.